# 싼즈구

싼즈 구의 위치

싼즈구(한국어: 삼지구, 중국어: 三芝區, 병음: Sānzhī Qū)는 중화민국 신베이시의 구이다. 넓이는 99.9734km2이고, 인구는 2015년 8월 기준으로 23,454명이다.
대만 최초의 의학박사인 두충밍 및 제 8-9대 총통 리덩후이의 출신지이기도 하다.

## 지리
싼즈구는 신베이시 북서부에 위치하고, 북쪽은 스먼구와, 서남쪽은 단수이구와, 동남쪽은 진산구 및 타이베이시 베이터우구와 각각 접하고, 서북쪽은 대만 해협에 접하고 있다.

## 역사
싼즈는 옛날에는 평포족의 지파인 케타갈란족의 취락 바브이(돼지라는 의미)사였다.
한족의 거주가 시작되었던 시기는 불분명하나, 청나라의 건륭 시대(18세기 중순부터 후반) 무렵에 시작했다고 생각된다. 옛 이름은 소계롱사(小鶏籠社)였지만, 청조에 의해 1875년에 소기륭(小基隆)으로 고쳐졌다. 이 호칭은 현재에도 사용되고 있다. 시란 3보(芝蘭三堡)에 속하고 있던 것에서, 1920년의 지방 제도 실시 때 산시(三芝)로 개칭되었다.

## 같이 보기
- 신베이시